# Bertrand Thelin
Karl Bertrand Thelin, född 29 maj 1850 i Göteborg, död 24 juni 1880 i Stockholm, var en svensk målare och tecknare.
Han var son till handlaren Peter Thelin och Christina Hagberg. Thelin arbetade som kontorist i Göteborg och blev där uppmärksammad för sin konstnärliga förmåga. När tecknaren och xylografen Gustaf Wahlbom grundade skämttidningen Söndags-Nisse behövdes flera tecknare därför anställdes Thelin 1875 som biträdande tecknare vid tidningen. Efter ett år avled Wahlberg och Thelin fick överta ansvaret för tidningens fortlevnad. Thelin var en begåvad och talangfull tecknare och hans mångskiftande figurgalleri gav tidningen en mera personlig karaktär än den tidigare haft och säkerligen var det hans teckningar som bidrog till att öka tidningens popularitet. Som tecknare i Söndags-Nisse efterträddes han av Edvard Forsström. Han var även verksam som stafflimålare men kom på grund av sin tidiga bortgång inte att visa sina målningar i större omfattning. Thelin är representerad vid Finlands nationalmuseum med ett porträtt av konstnärskollegan Gustaf Wilhelm Palm.